# Tân Hồ
Tân Hồ (chữ Hán phồn thể: 濱湖區, âm Hán Việt: Tân Hồ khu) là một quận thuộc địa cấp thị Vô Tích, tỉnh Giang Tô, Cộng hòa Nhân dân Trung Hoa. Quận Tân Hồ có diện tích 770 km², dân số cuối năm 2001 là 780.000 người. Quận này được chia thành 4 nhai đạo (Hà Liệt, Vinh Hạng, Lê Hồ, Lê Viên), 5 trấn (Tân Hồ, Hoa Trang, Mã Sơn, Thái Hồ, Hồ Đại).